# 1-е Вигорне
1-е Вигорне (рос. 1-е Выгорное) — село в Тимському районі Курської області Російської Федерації.
Населення становить 934 особи. Входить до складу муніципального утворення Тимська сільрада.

## Історія
Населений пункт розташований на території українського етнічного та культурного краю Східна Слобожанщина.
Від 2004 року входить до складу муніципального утворення Тимська сільрада.

## Населення
| 2002 | 2010 |
| ---- | ---- |
| 981  | ↘934 |